# 4940 Polenov
4940 Polenov eller 1986 QY4 är en asteroid i huvudbältet som upptäcktes den 18 augusti 1986 av den rysk-sovjetiska astronomen Ljudmila Karatjkina vid Krims astrofysiska observatorium på Krim. Den är uppkallad efter den ryske konstnären Vasilij Polenov.
Asteroiden har en diameter på ungefär 18 kilometer och tillhör asteroidgruppen Themis.